# شهرستان

نقشه تقسیمات کشوری ایران تا سطح شهرستان‌ ۱۴۰۳

شهرستان یکی از یکاهای بخش‌بندی‌های کشوری در ایران و بسیاری از کشورهای جهان است. شهرستان برابر کانتی (County) در بریتانیا و ایالات متحده آمریکا است. در برخی از کشورهای اروپایی مانند سوئیس کانتون می‌گویند مثلاً کانتون وین. در ایتالیا نیز کونته گفته می‌شود مانند کونته ناپل.
در بخش‌بندی‌های کشوری ایران، شهرستان یکایی کوچک‌تر از استان و بزرگ‌تر از بخش است. هر استان به چندین شهرستان و هر شهرستان به چندین بخش بخش‌بندی می‌شود.
بیشتر شهرستان‌های ایران هم‌نام مرکز شهرستان مربوطه هستند مانند شهرستان میبد به مرکزیت شهر میبد یا شهرستان پیرانشهر به مرکزیت شهر پیرانشهر. از طرف دیگر، نام برخی‌ از شهرستانها با مرکز شهرستان‌های مربوطه متفاوت است، مانند شهرستان زرندیه  به مرکزیت شهر مامونیه شهرستان فراهان به مرکزیت شهر فرمهین یا شهرستا ن کوثر به مرکزیت شهر گیوی.

## شهر و شهرستان تهران
شهرستان تهران با ۸/۷ میلیون نفر جمعیت (سال ۱۳۹۵) یکی از پر جمعیت‌ترین شهرستان‌های خاورمیانه و جنوب غرب آسیا است. همچنین شهر تهران دومین شهر پرجمعیت خاورمیانه پس از قاهره پایتخت مصر است. بیشترین درازای شهرستان تهران ۵۳ کیلومتر و شهر تهران ۴۵ کیلومتر است. تهران بیست و چهارمین شهر بزرگ جهان است.

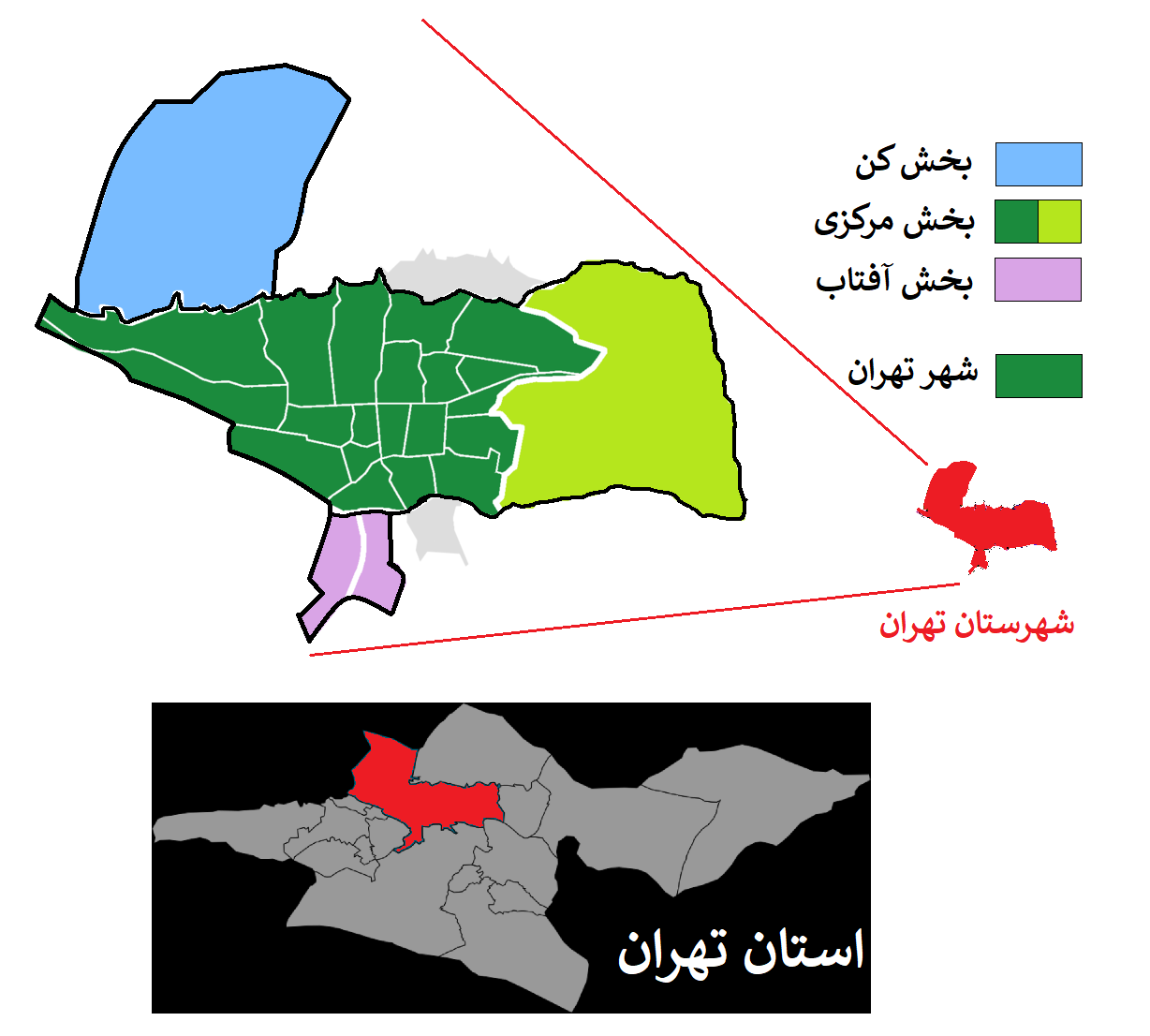
به عنوان مثال، شهرستان تهران یکی از شهرستان‌های استان تهران است.

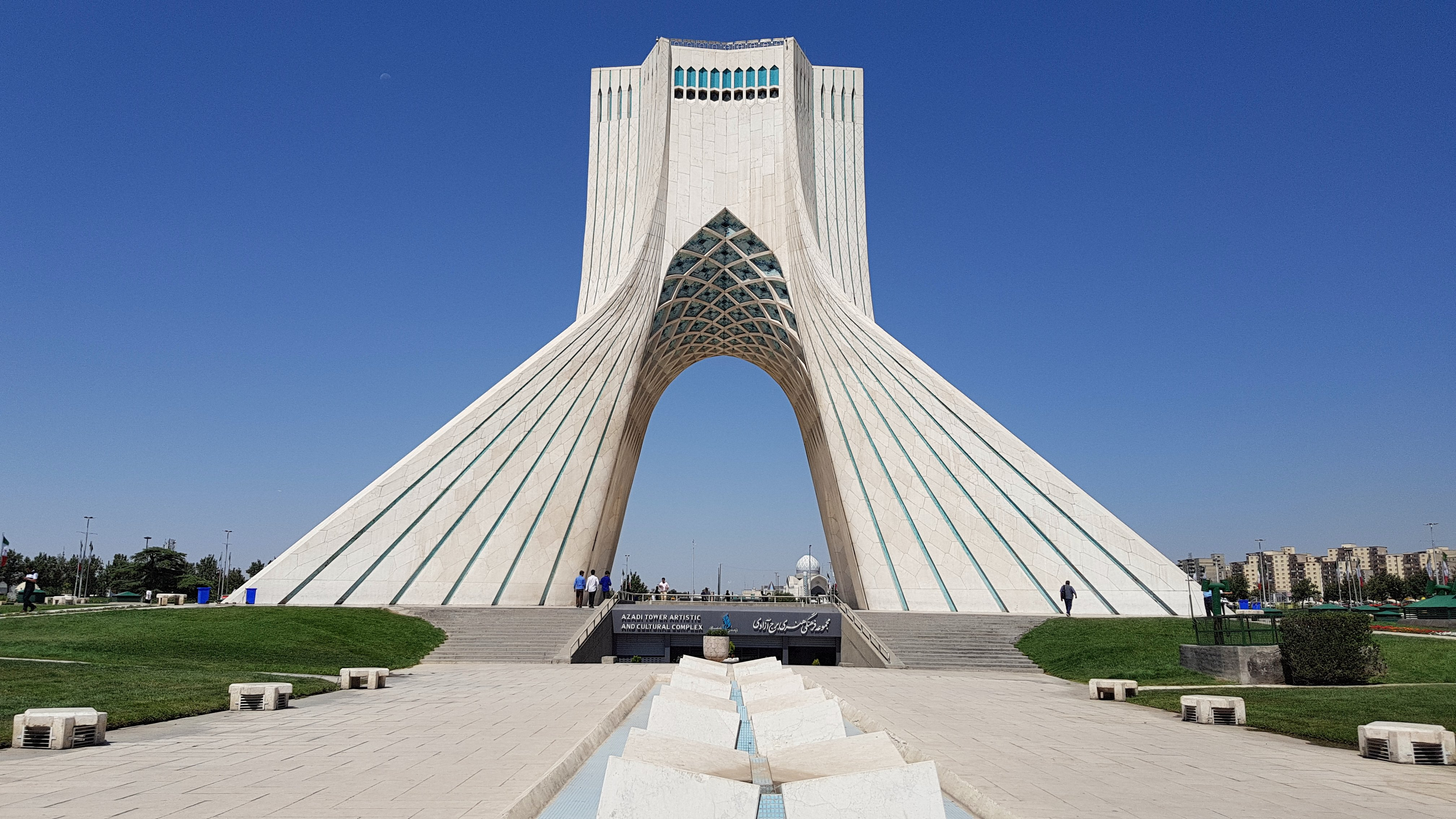

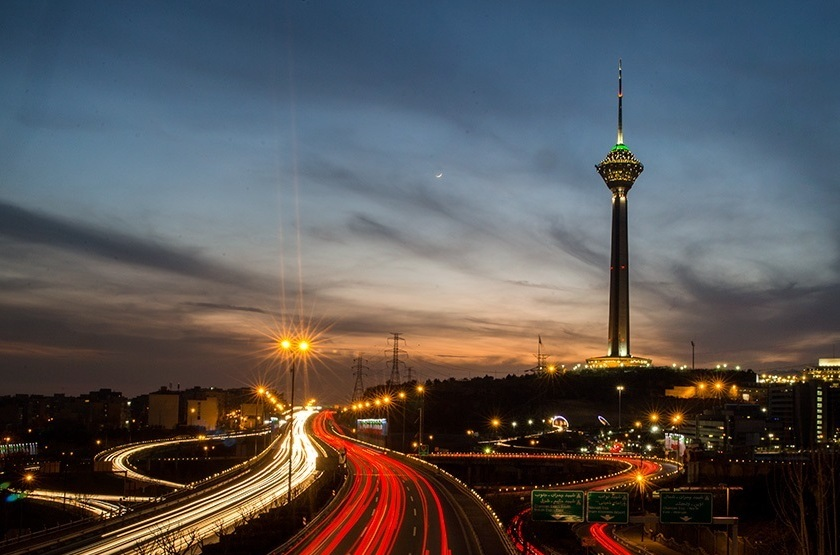

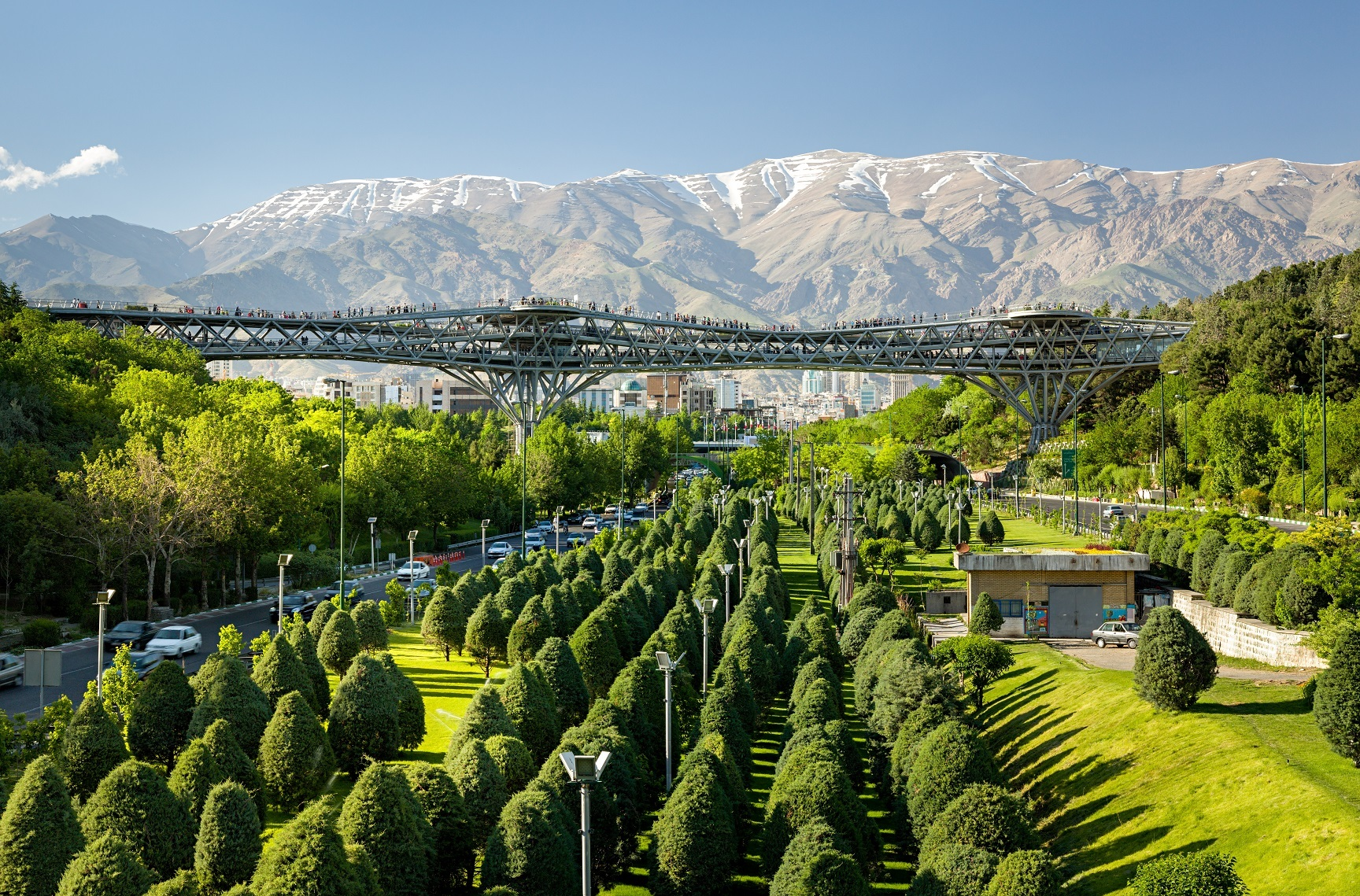

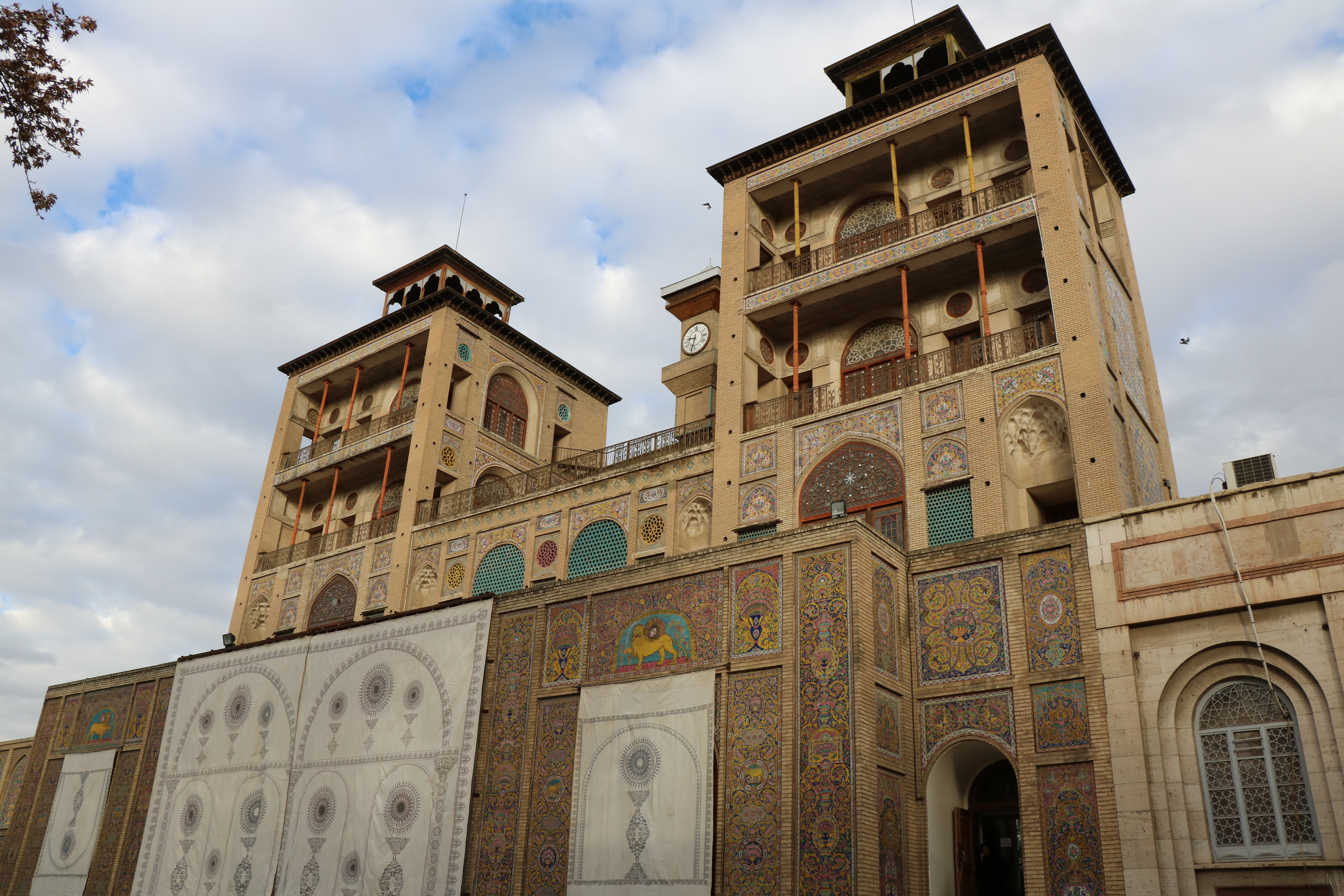

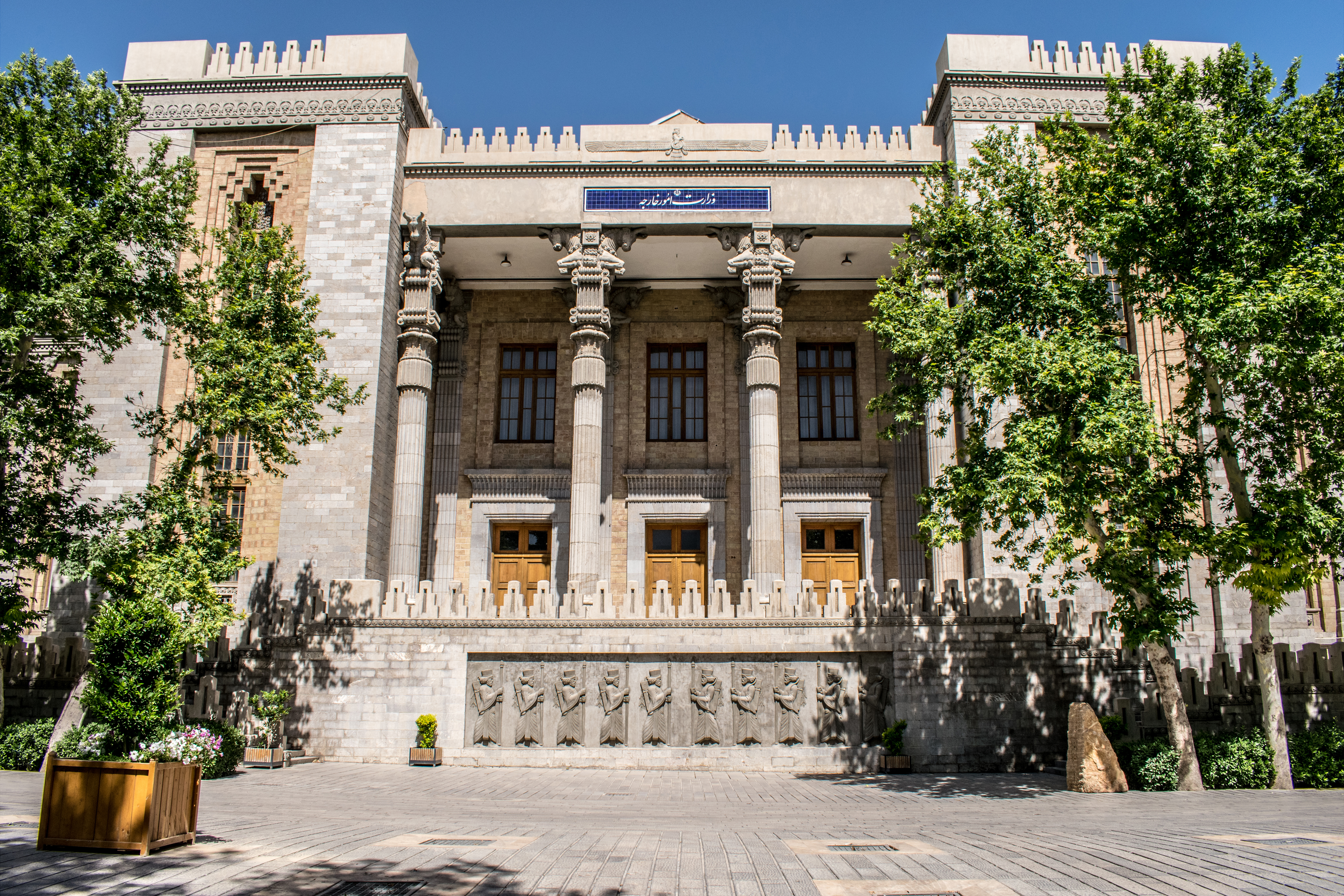

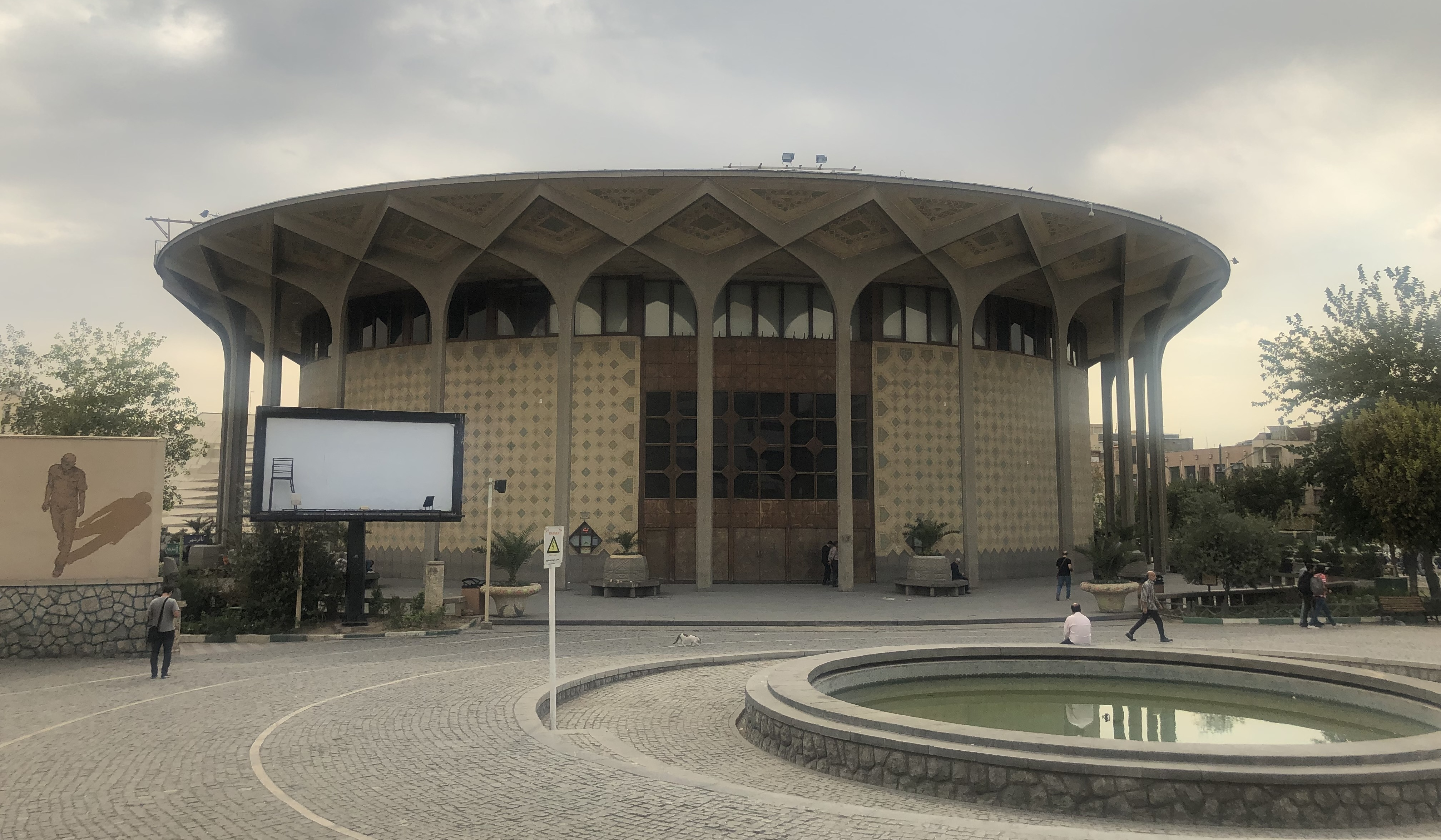

| واحد تقسیمات کشوری | مسئول               | نهاد                  | نوع            | مرکز         |
| ------------------ | ------------------- | --------------------- | -------------- | ------------ |
| کشور               | وزیر کشور           | وزارت کشور            | دولتی          | پایتخت       |
| استان              | استاندار            | استانداری             | دولتی          | مرکز استان   |
| شهرستان            | فرماندار            | فرمانداری (ویژه)      | دولتی          | مرکز شهرستان |
| بخش                | بخشدار              | بخشداری               | دولتی          | مرکز بخش     |
| دهستان             | بخشدار (قبلاً دهدار) | بخشداری (قبلاً دهداری) | دولتی          | مرکز دهستان  |
| شهر                | شهردار              | شهرداری               | عمومی غیردولتی | –            |
| روستا              | دهیار               | دهیاری                | عمومی غیردولتی | –            |